# Dalia (Suecia)
Dalia (en sueco: Dalsland) es una de las 25 provincias históricas de Suecia (en sueco landskap), situada en el suroeste del país. Limita con las provincias históricas de Bahusia al suroeste y Vermelandia al noreste y Vestrogotia al sur, además de con el lago Vänern y con Noruega.
Pertenecía a la región de Gotia y como las demás provincias históricas no tiene ninguna entidad administrativa en la actual organización territorial de Suecia, estando incluida casi íntegramente en la provincia de Gotia Occidental con una pequeñísima parte de su norte en Vermelandia.
Dalia ofrece bellos paisajes con lagos en su zona este y de densos bosques en el norte, por lo que es conocida como la provincia los lagos sueca. Su mayor ciudad es Åmål. Dalia tiene una baja densidad de población menor de 14 habitantes por km² con un total que ronda los 50.000.